# San Ignacio (Belize)
San Ignacio e Santa Elena sono città gemelle del Belize occidentale, capitali del distretto di Cayo.
La città sorge sulle rive del fiume Macal, un affluente del Belize, circa 115 km a ovest della città di Belize e a 35 km da Belmopan.
La popolazione è prevalentemente di origine maya e mestiza, con una piccola comunità libanese. È presente inoltre una comunità cinese, prevalentemente originaria di Canton, giunta a metà del XX secolo. Attualmente la città ospita almeno quattro ristoranti cinesi e cinque minimarket.
Recentemente la città ha inglobato anche l'abitato di Santa Elena, che si trova sull'altro lato del fiume, connessa dall'Hawkesworth Suspension Bridge.

## Economia
L'area attorno a San Ignacio è una delle più importanti, turisticamente, di tutto il Paese. Nelle vicinanze si trovano le rovine maya di Caracol, Xunantunich, Cahal Pech, Tikal e la grotta Actun Tunichil Muknal, e la Riserva forestale del monte Pine Ridge.